# Lauterhofen
Lauterhofen er en købstad (markt) i Landkreis Neumarkt in der Oberpfalz i Oberpfalz i den tyske delstat Bayern.

## Geografi
Lauterhofen ligger ved den lille flod Lauterach.
I kommunen ligger disse landsbyer og bebyggelser:
| - Deinschwang - Freiberg - Mettenhofen - Ballertshofen - Traunfeld - Dippersricht - Aglasterhof - Grafenbuch - Gebertshofen - Reitelshofen - Muttenshofen - Landnerhof - Ramertshofen - Pettenhofen - Brenzenwang | - Wilfertshofen - Eidelberg - Trautmannshofen - Buschhof - Gräben - Stieglitzenhöhe - Hartenhof - Mittersberg - Marbertshofen - Schweibach - Ruppertslohe - Inzenhof - Lauterhofen - Niesaß - Brunn | - Fischermühle - Hansmühle - Hadermühle - Schlögelsmühle - Mantlach - Hillohe - Nattershofen - Finsterhaid - Breitenberg - Holzheim - Thürsnacht - Raitelshof - Engelsberg |

(kursiv markerer tidligere selvstændige kommuner)